# Carsten Keller
Carsten Keller (Berlijn, 9 september 1939) is een voormalig hockeyer uit Duitsland. 
Keller nam driemaal deel aan de Olympische Zomerspelen en won in 1972 in eigen land de gouden medaille.
Keller zijn vader Erwin won tijdens de Olympische Spelen 1936 in Berlijn de zilveren medaille in het hockey. Keller zijn zoon Andreas won in de periode 1984 tot en met 1992 één gouden en twee zilveren olympische medailles in het hockey, Keller zijn zoon Florian won bij zijn enige deelname in Olympische Spelen 2008 de gouden medaille en Keller zijn dochter Natascha nam vijfmaal deel aan de spelen en won in 2004 de gouden medaille.

## Erelijst
- 1960 – 7e Olympische Spelen in Rome
- 1968 – 4e Olympische Spelen in Mexico-stad
- 1972 –  Olympische Spelen in München